# 埼玉県道・千葉県道52号越谷流山線

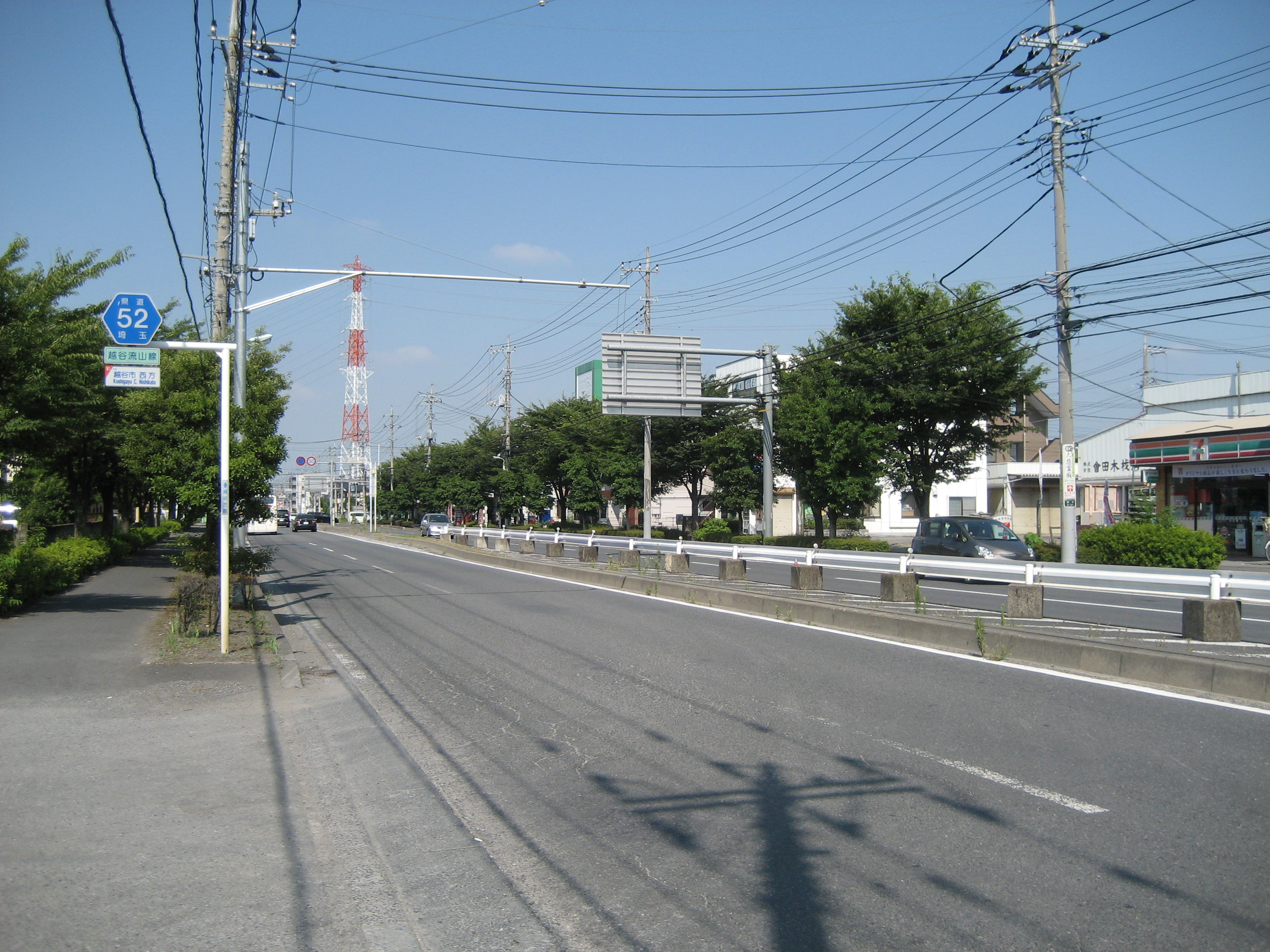
越谷市西方付近

埼玉県道・千葉県道52号越谷流山線（さいたまけんどう・ちばけんどう52ごう こしがやながれやません）は、埼玉県越谷市から千葉県流山市に至る主要地方道（埼玉県道・千葉県道）である。

## 概要
越ケ谷本町交差点から瓦曽根交差点までの区間は本路線の区間であるが、越ケ谷本町交差点で国道4号方面からの案内表示は (52) ではなく (404) の表示になっている他、越ケ谷本町交差点から埼玉県道49号足立越谷線との交差点の区間も県道指定されている。
越谷市内はかつて瓦曽根交差点から元荒川の南側（右岸）を通り、大成町交差点へ至る区間が県道に指定されていたが、後に並行する瓦曽根二丁目南交差点から大成町7丁目交差点間でバイパスが整備された。バイパスと平行する区間は、県道指定が解除され市道に変更された。
また、越谷市～吉川市境を流れる中川の橋に「吉川橋」と「吉越橋」の2本が県道指定されており、そのうちの吉越橋は、当初すぐ北側の旧道に当たる吉川橋のバイパスとして整備された。その後吉川橋は、越谷市の大成町7丁目交差点からの4車線で東へ延伸させ、吉川市へ至る道路計画（都市計画道路名「越谷吉川線」）として、吉川市の吉川交番交差点までの間で道路整備と吉川橋架け替えの工事が行われ、2021年3月26日に暫定2車線で開通した。
2023年3月20日に後谷地区でバイパスが開通。このバイパスは埼玉県道21号三郷松伏線との交差点を経て、三郷流山橋へ直通している。11月26日には三郷流山橋有料道路が開通した。なお、このバイパス開通により越谷方向→現道（早稲田8丁目交差点）方向は通行不能となった。
三郷市内の江戸川沿いを通る区間で県道29号との交点付近で一方通行の上り坂の道がありここから同県道の江戸川を越える流山橋へ行ける。ただしこの道は幅員制限があるため、大型車両は通行不能。

### 起点・終点
- 起点：埼玉県越谷市南荻島（南荻島交差点 = 国道4号・埼玉県道48号越谷岩槻線交点）
- 終点：千葉県流山市流山八丁目（流山八丁目交差点 = 千葉県道29号草加流山線上、千葉県道5号松戸野田線・千葉県道280号白井流山線交点）

## 歴史
- 1982年（昭和57年）
  - 4月1日 - 建設省（現・国土交通省）が主要地方道に指定。
  - 11月28日 - 千葉県が路線認定。
- 1983年（昭和58年）3月31日 - 埼玉県が路線認定。
- 1993年（平成5年）5月11日 - 建設省から、県道越谷流山線が越谷流山線として主要地方道に再指定される[4]。
- 1994年（平成6年）4月1日 - 整理番号を両県間で「52」へ統一。
- 2022年（令和4年）4月1日 - 一之橋交差点から吉川交番前交差点までの区間が市道から本県道に指定された[5]。
- 2023年（令和5年）11月26日 - 三郷流山橋が開通。
- 2024年（令和6年）7月5日 - 一之橋交差点から越谷吉川線との交差点までの区間が4車線化[6]。

## 路線状況

### 道路施設
- 流山橋（江戸川、埼玉県三郷市 - 千葉県流山市）

## 地理

### 通過する自治体
- 埼玉県
  - 越谷市
  - 吉川市
  - 三郷市
- 千葉県
  - 流山市

### 交差する道路
| 交差する道路                             | 交差する道路                        | 交差点名           | 所在地 | 所在地 |
| ---------------------------------------- | ----------------------------------- | ------------------ | ------ | ------ |
| 埼玉県道48号越谷岩槻線 さいたま 岩槻方面 |                                     |                    |        |        |
| 国道4号（草加バイパス）                  | 国道4号（草加バイパス）             | 南荻島（起点）     | 埼玉県 | 越谷市 |
| 埼玉県道405号北越谷停車場線              | 埼玉県道405号北越谷停車場線         | 神明町二丁目       | 埼玉県 | 越谷市 |
| 埼玉県道325号大野島越谷線                | 本線                                | 越ヶ谷本町         | 埼玉県 | 越谷市 |
| 埼玉県道404号越谷停車場線                |                                     | 越谷二丁目         | 埼玉県 | 越谷市 |
| 埼玉県道49号足立越谷線                   | 埼玉県道49号足立越谷線              | 瓦曽根             | 埼玉県 | 越谷市 |
| 埼玉県道49号足立越谷線                   | 本線                                | 瓦曽根2丁目（南）  | 埼玉県 | 越谷市 |
| 埼玉県道115号越谷八潮線                  | 埼玉県道115号越谷八潮線             | 西方（北）         | 埼玉県 | 越谷市 |
| 国道4号（東埼玉道路）                    | 国道4号（東埼玉道路）               | レイクタウン北     | 埼玉県 | 越谷市 |
| 埼玉県道102号平方東京線                  |                                     | 大成町7丁目        | 埼玉県 | 越谷市 |
| 埼玉県道102号平方東京線                  | 本線                                | 東町               | 埼玉県 | 越谷市 |
| 埼玉県道67号葛飾吉川松伏線               |                                     | 吉川交番前         | 埼玉県 | 吉川市 |
| 埼玉県道67号葛飾吉川松伏線               | 本線                                | 一之橋             | 埼玉県 | 吉川市 |
| 埼玉県道21号三郷松伏線                   | 埼玉県道21号三郷松伏線              | 早稲田8丁目        | 埼玉県 | 三郷市 |
| 埼玉県道29号草加流山線                   |                                     |                    | 埼玉県 | 三郷市 |
| 埼玉県道156号三郷幸手自転車道線          | 埼玉県道156号三郷幸手自転車道線     | （立体交差）       |        | 三郷市 |
| 千葉県道401号松戸野田関宿自転車道線      | 千葉県道401号松戸野田関宿自転車道線 | （立体交差）       | 千葉県 | 流山市 |
| 千葉県道5号松戸野田線                    | 千葉県道5号松戸野田線               | 流山八丁目（終点） | 千葉県 | 流山市 |
| 千葉県道280号白井流山線 北小金方面       |                                     |                    |        |        |

### 重複区間
- 埼玉県道49号足立越谷線 瓦曽根交差点（埼玉県越谷市瓦曽根） - 瓦曽根2丁目（南）交差点（埼玉県越谷市瓦曽根）（上位道路）
- 埼玉県道102号平方東京線 大成町七丁目交差点（埼玉県越谷市大成町） - 東町交差点（埼玉県越谷市東町）
- 埼玉県道67号葛飾吉川松伏線（吉川市）吉川交番前交差点 - 一之橋交差点
- 埼玉県道29号草加流山線（埼玉県三郷市早稲田） - 流山八丁目交差点（千葉県流山市流山）（上位道路）

### 沿線にある施設など
| 施設                             | 所在地 | 所在地 |
| -------------------------------- | ------ | ------ |
| 文教大学                         | 埼玉県 | 越谷市 |
| 越谷くるみ幼稚園                 | 埼玉県 | 越谷市 |
| 越谷商工会議所                   | 埼玉県 | 越谷市 |
| 越谷市立越ヶ谷小学校             | 埼玉県 | 越谷市 |
| 越谷市立中央保育所               | 埼玉県 | 越谷市 |
| 越谷市役所                       | 埼玉県 | 越谷市 |
| 東武伊勢崎線 越谷駅              | 埼玉県 | 越谷市 |
| 越谷市立西方小学校               | 埼玉県 | 越谷市 |
| 越谷市立大相模中学校             | 埼玉県 | 越谷市 |
| 越谷レイクタウン                 | 埼玉県 | 越谷市 |
| 越谷市立大相模小学校             | 埼玉県 | 越谷市 |
| 吉川市立吉川小学校               | 埼玉県 | 吉川市 |
| 吉川警察署吉川交番               | 埼玉県 | 吉川市 |
| 吉川郵便局                       | 埼玉県 | 吉川市 |
| 吉川市立南中学校                 | 埼玉県 | 吉川市 |
| 吉川市立中央公民館               | 埼玉県 | 吉川市 |
| 吉川市立第2保育所                | 埼玉県 | 吉川市 |
| 吉川市立北谷小学校               | 埼玉県 | 吉川市 |
| 埼玉県立吉川美南高等学校         | 埼玉県 | 吉川市 |
| 常磐自動車道三郷料金所スマートIC | 埼玉県 | 三郷市 |
| いなほ幼稚園                     | 埼玉県 | 三郷市 |
| JR武蔵野線三郷駅                 | 埼玉県 | 三郷市 |

## ギャラリー

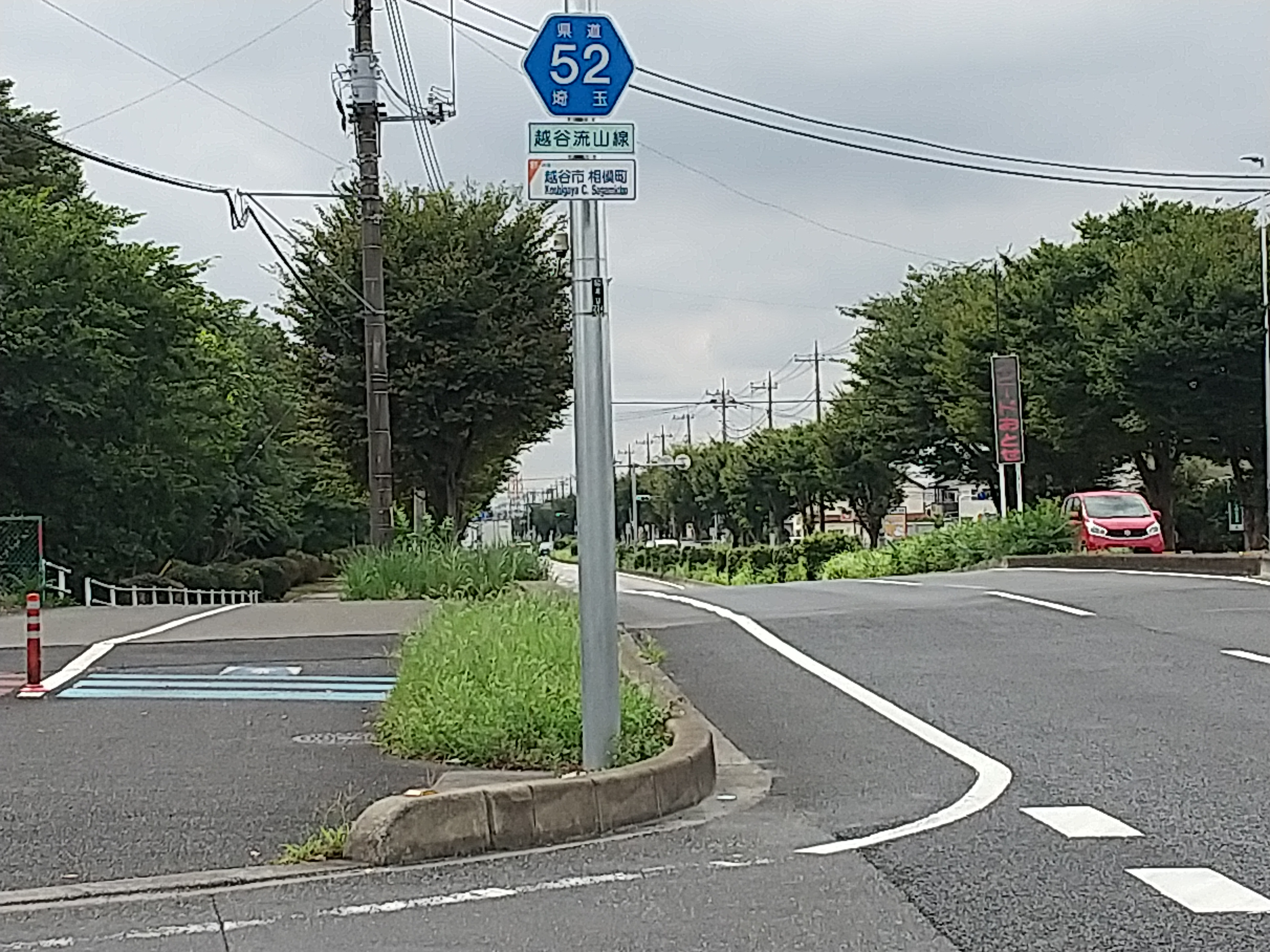
埼玉県越谷市相模町付近
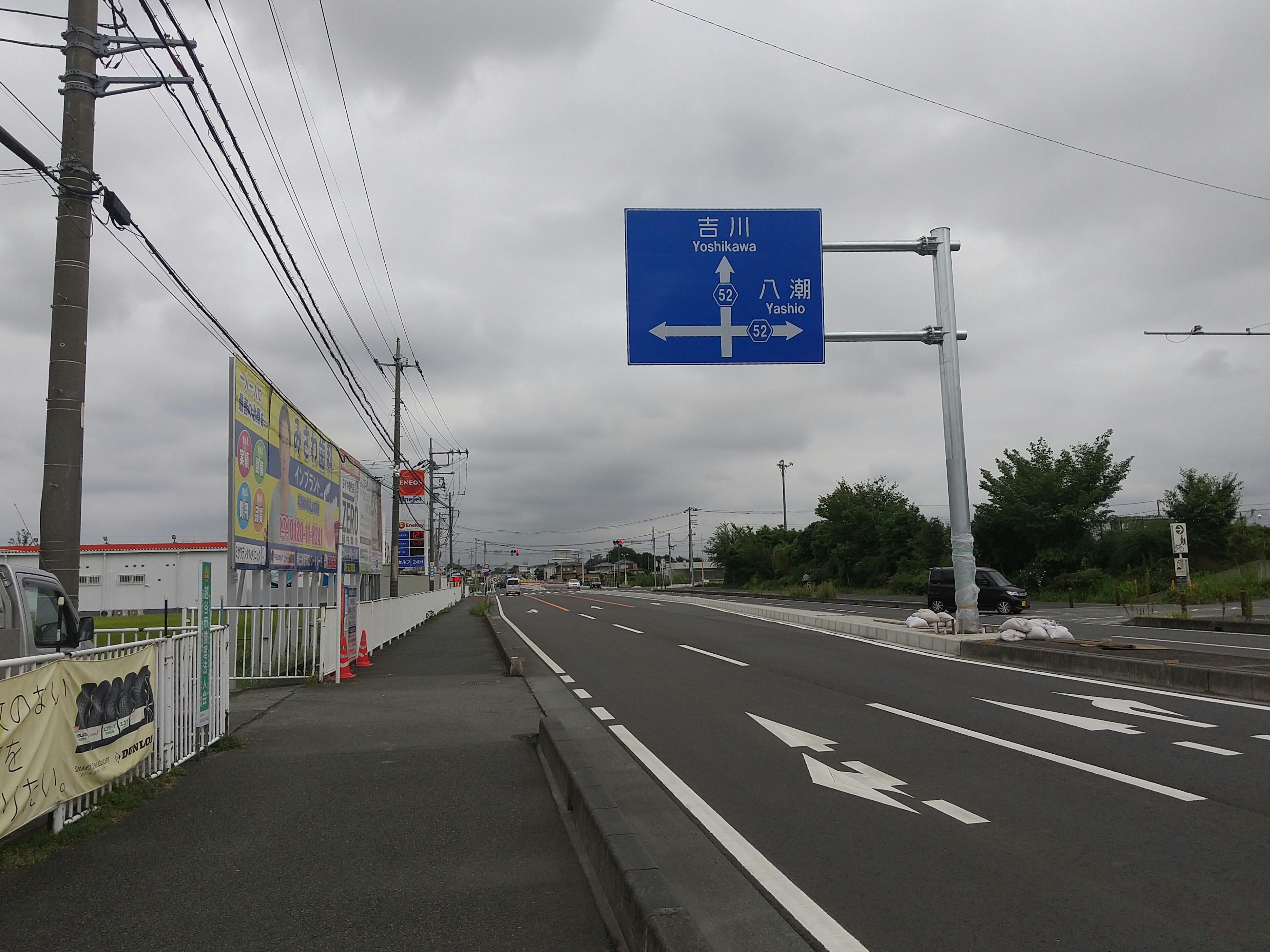
埼玉県越谷市大成町付近
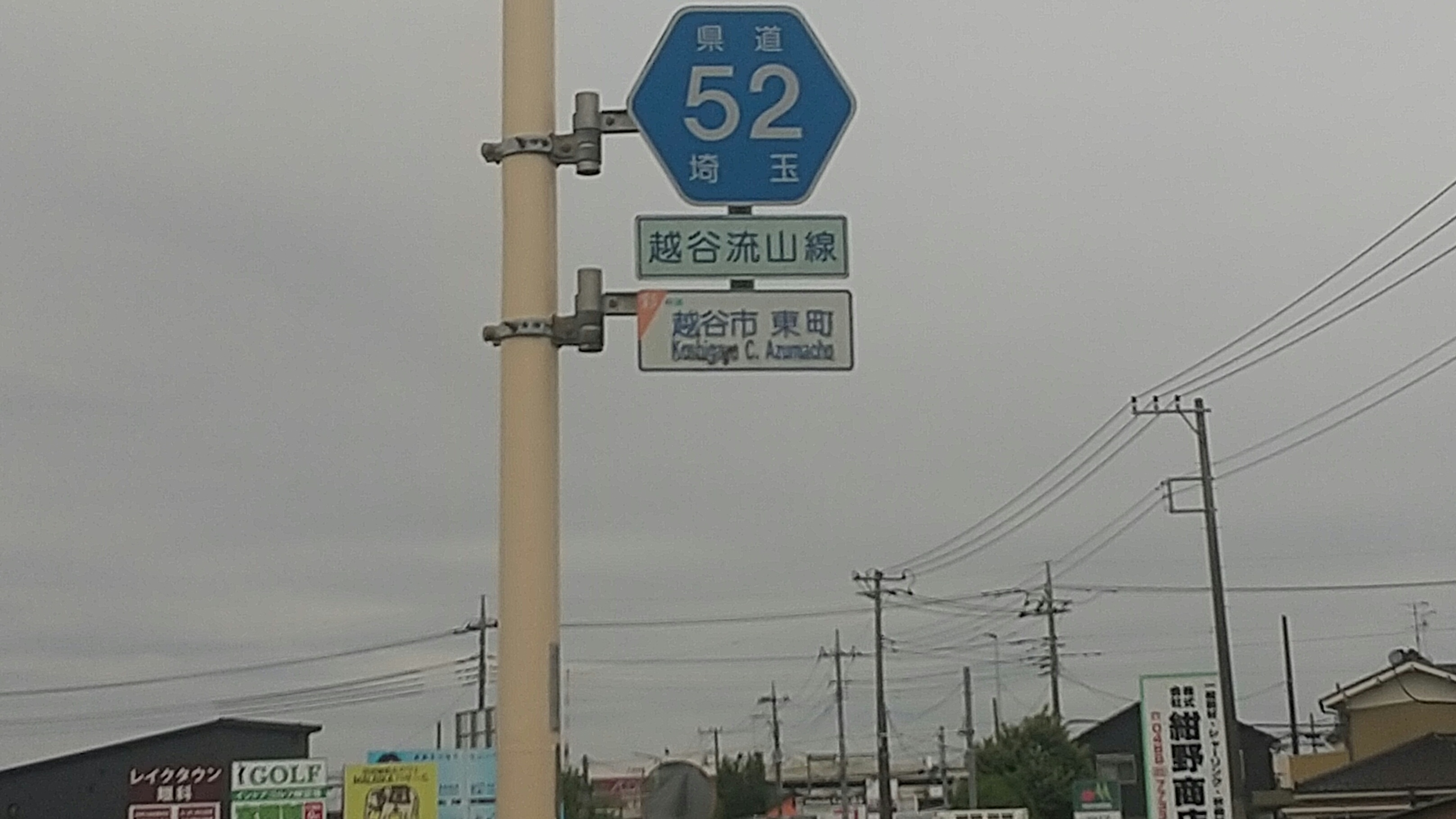
埼玉県越谷市東町付近
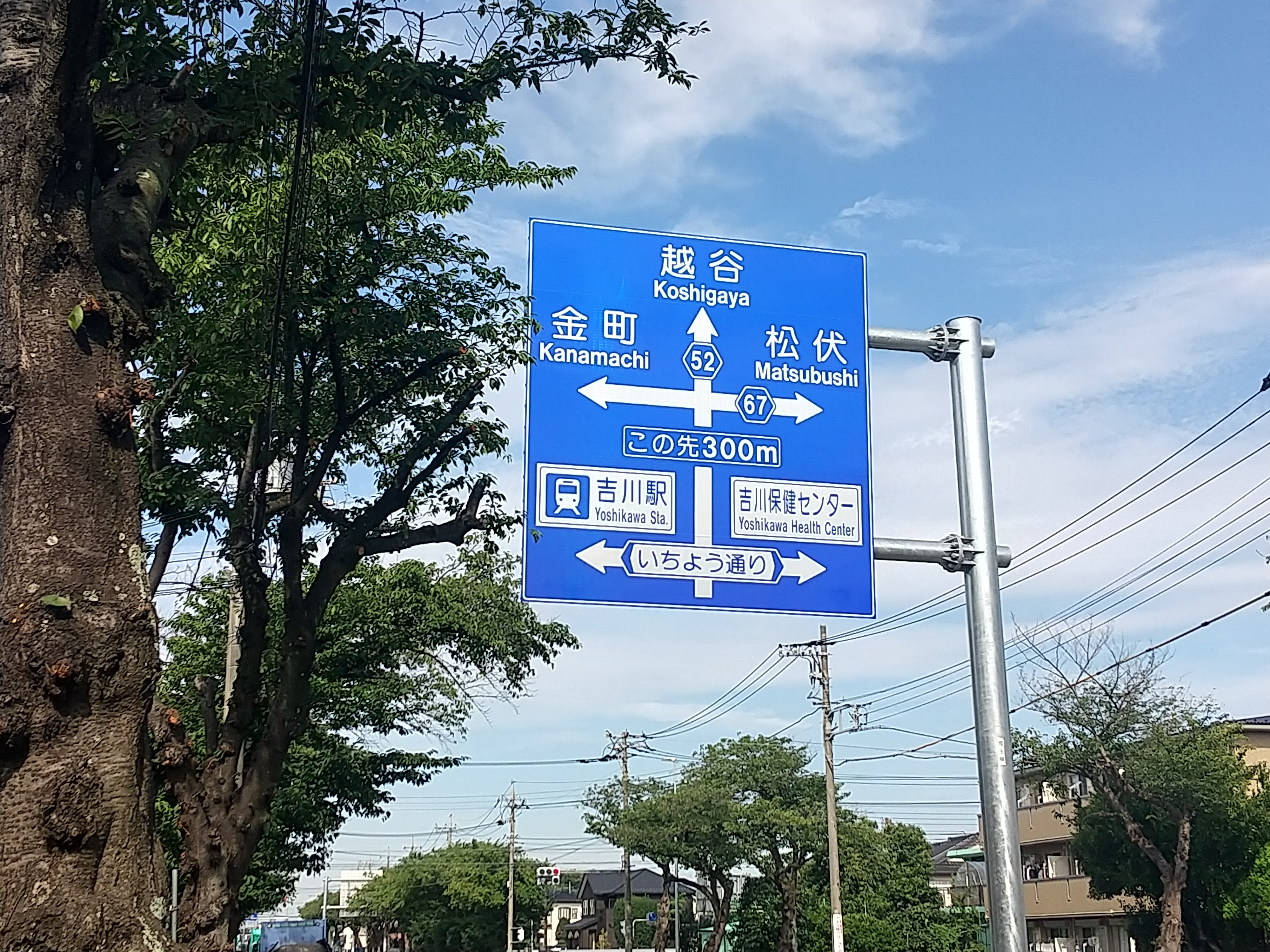
埼玉県吉川市吉川付近
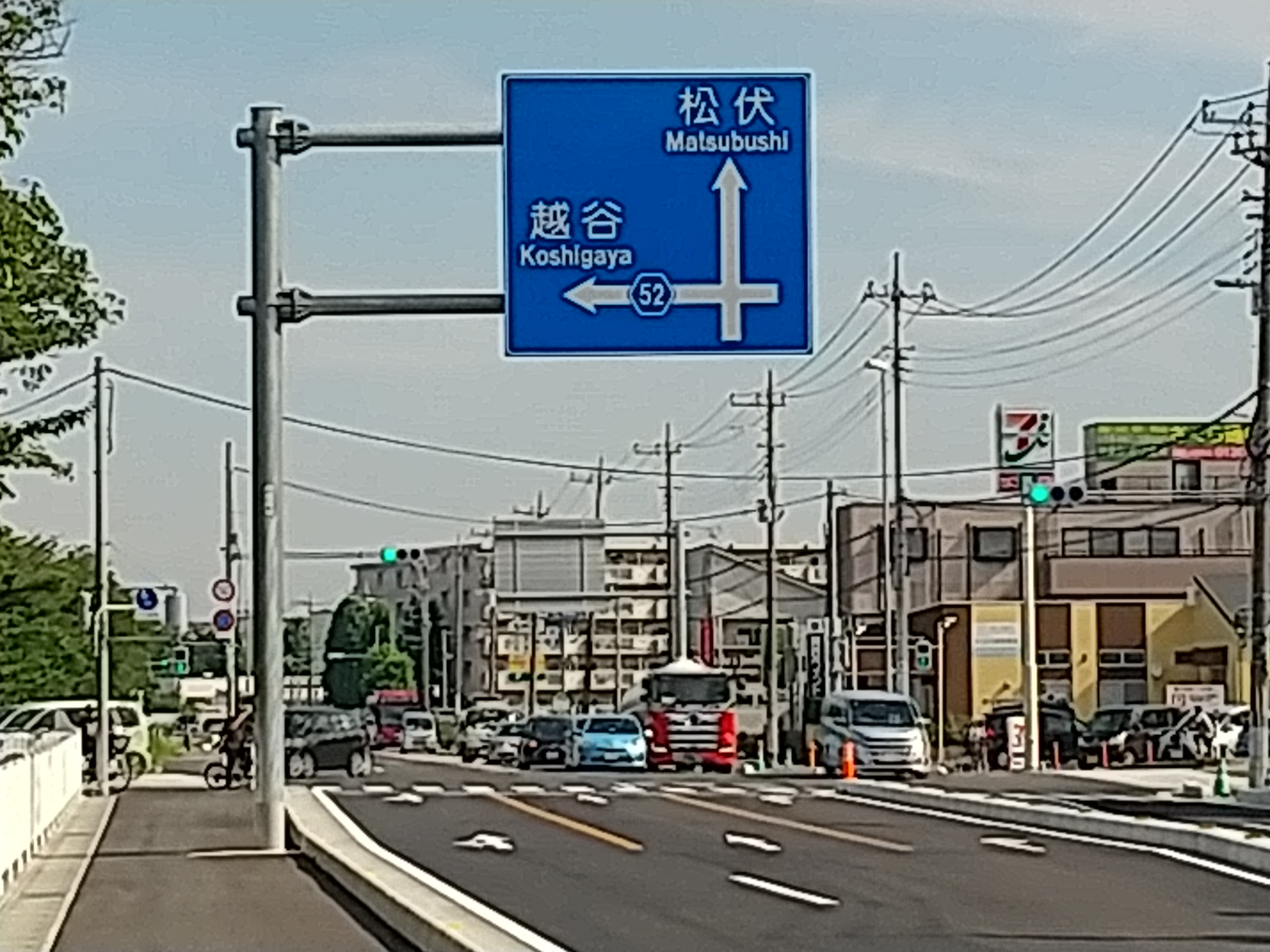
埼玉県吉川市栄町付近
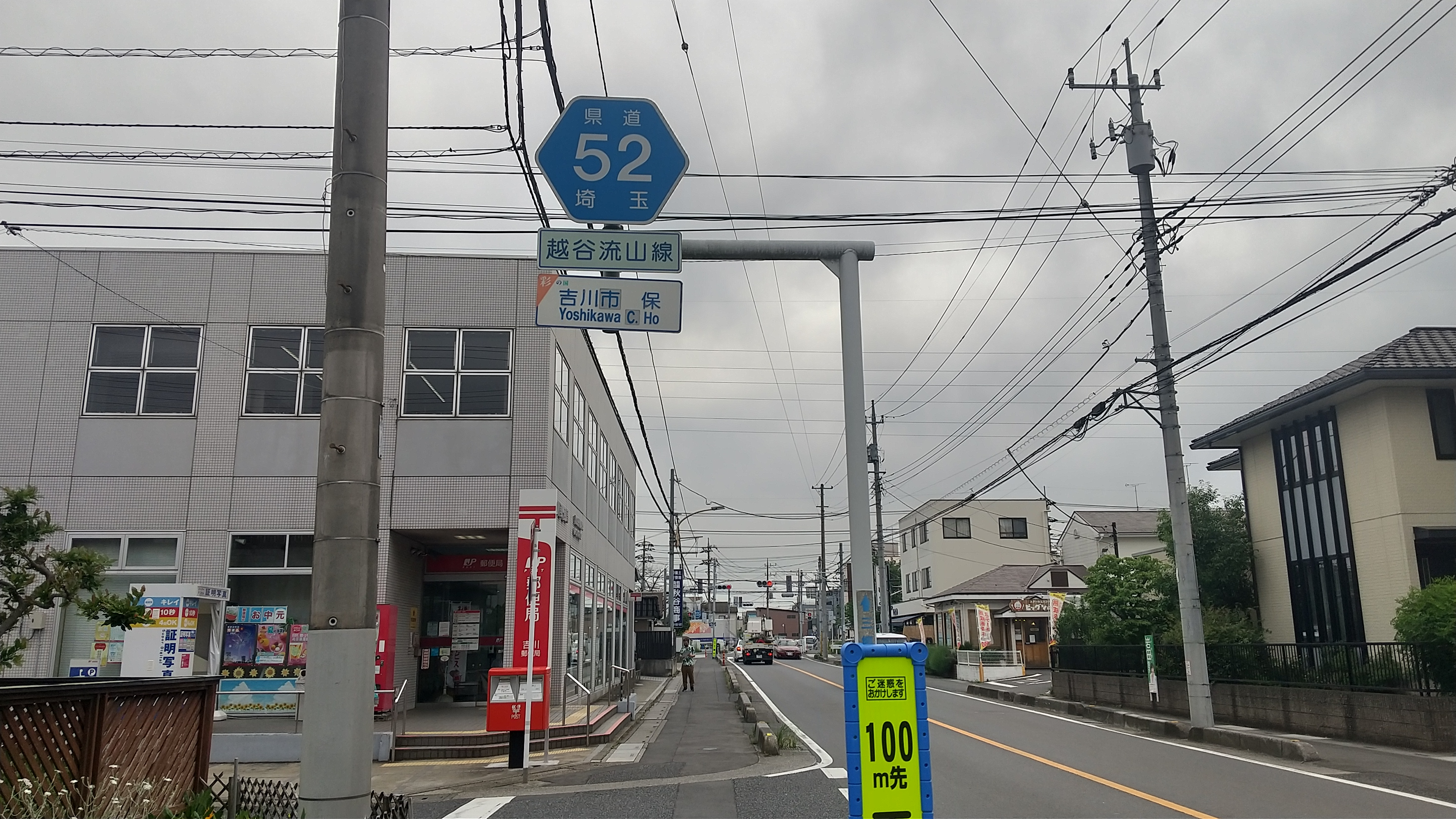
埼玉県吉川市保付近
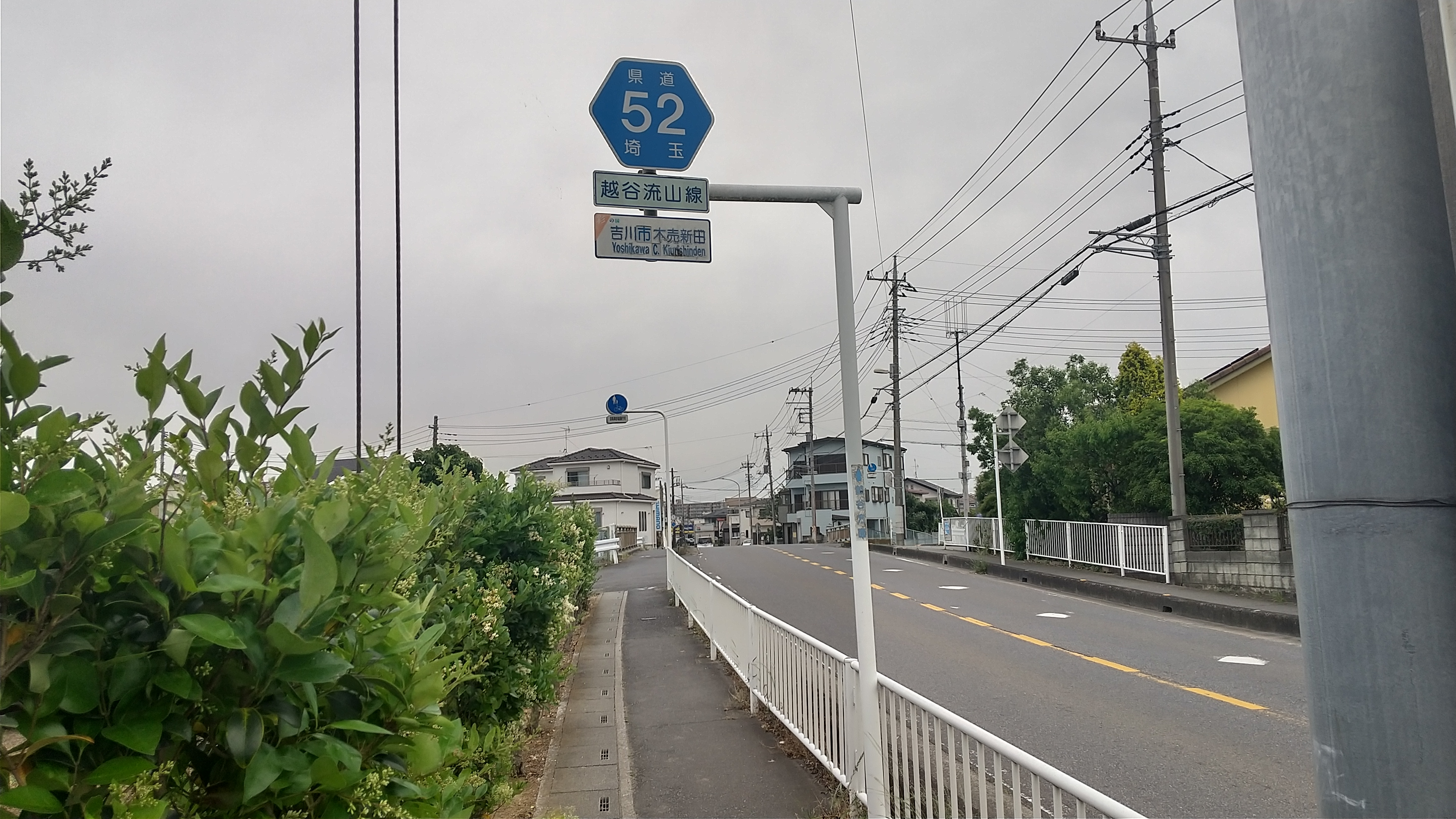
埼玉県吉川市木売新田付近
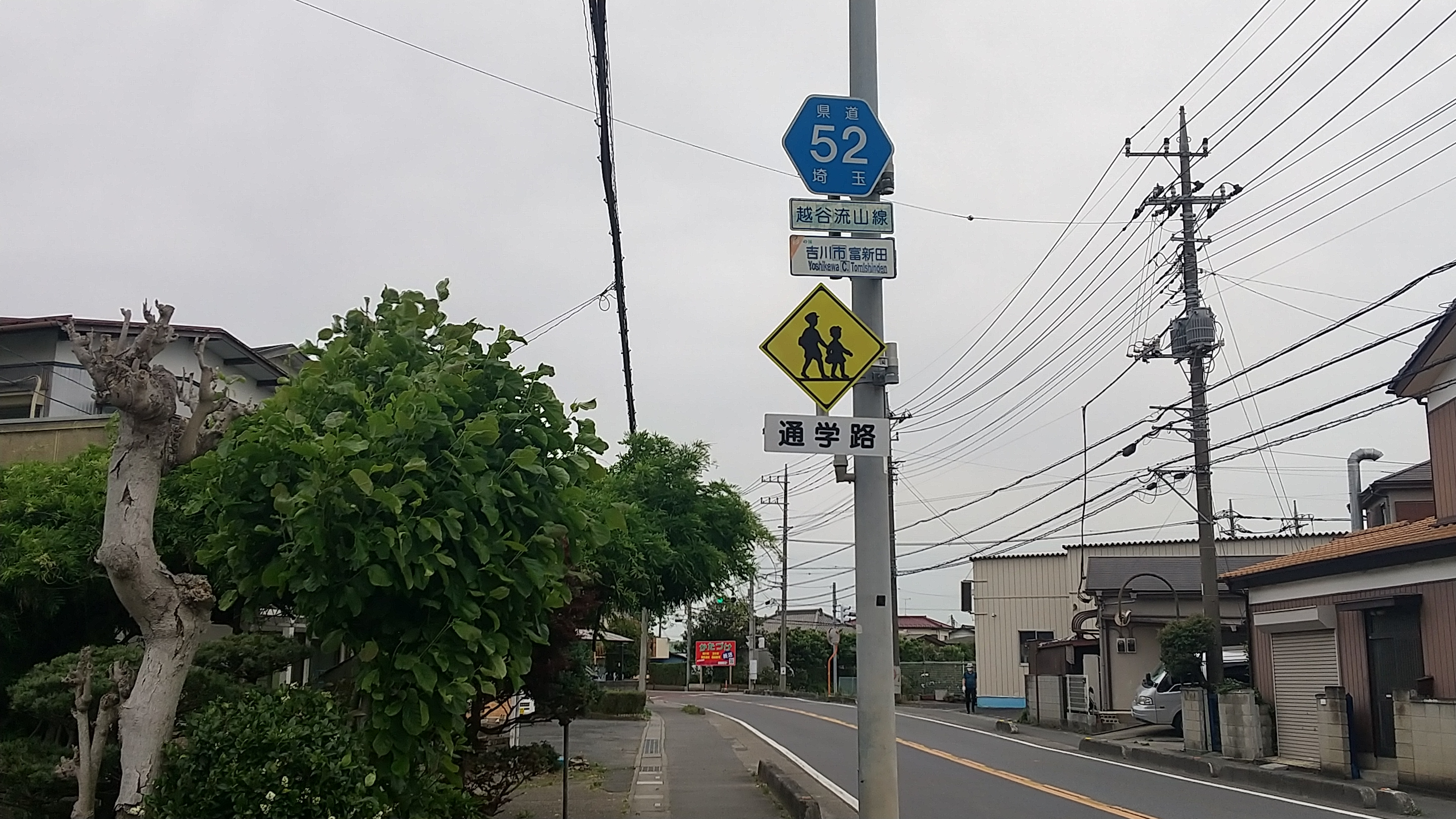
埼玉県吉川市富新田付近
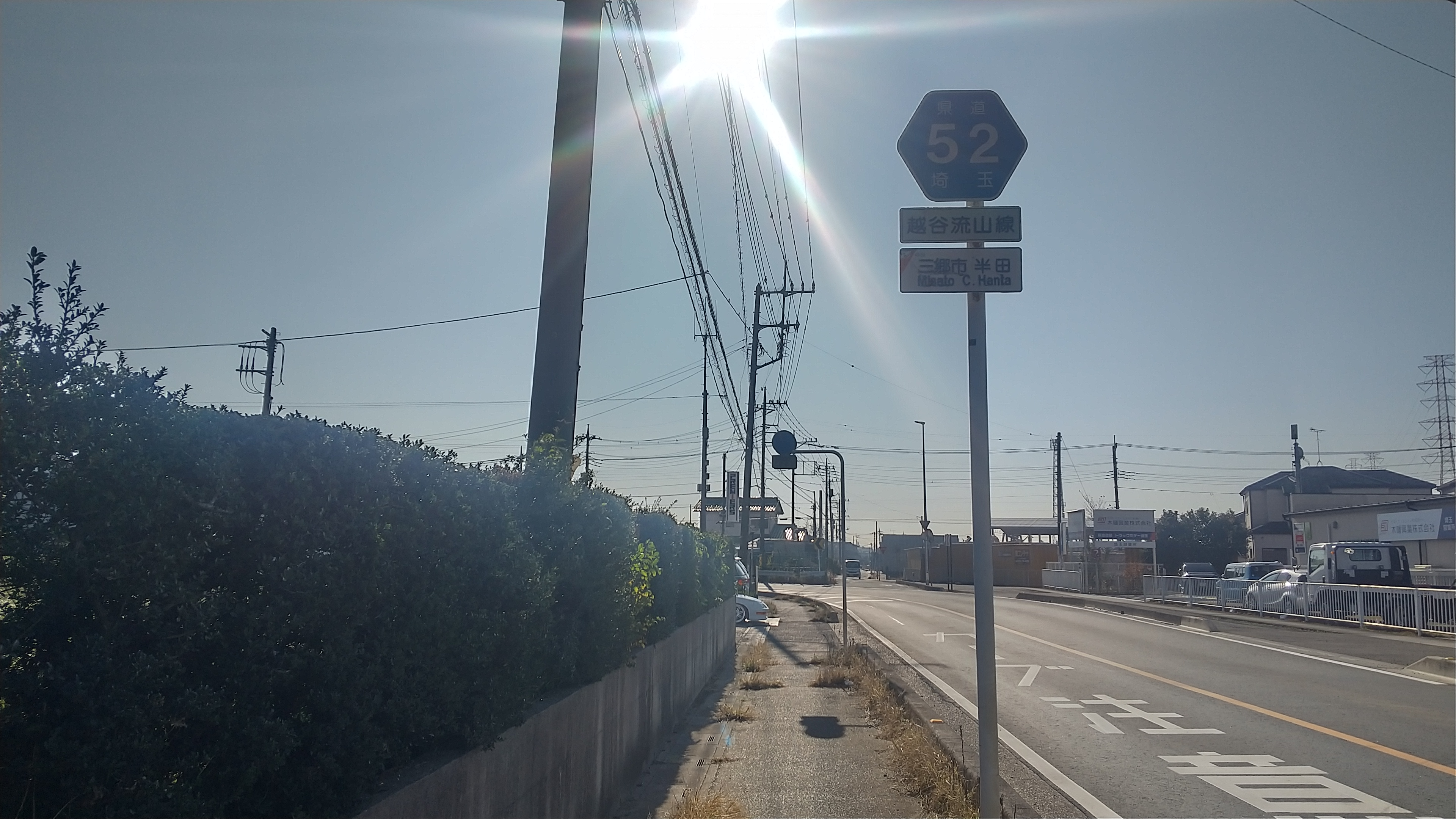
埼玉県三郷市半田付近
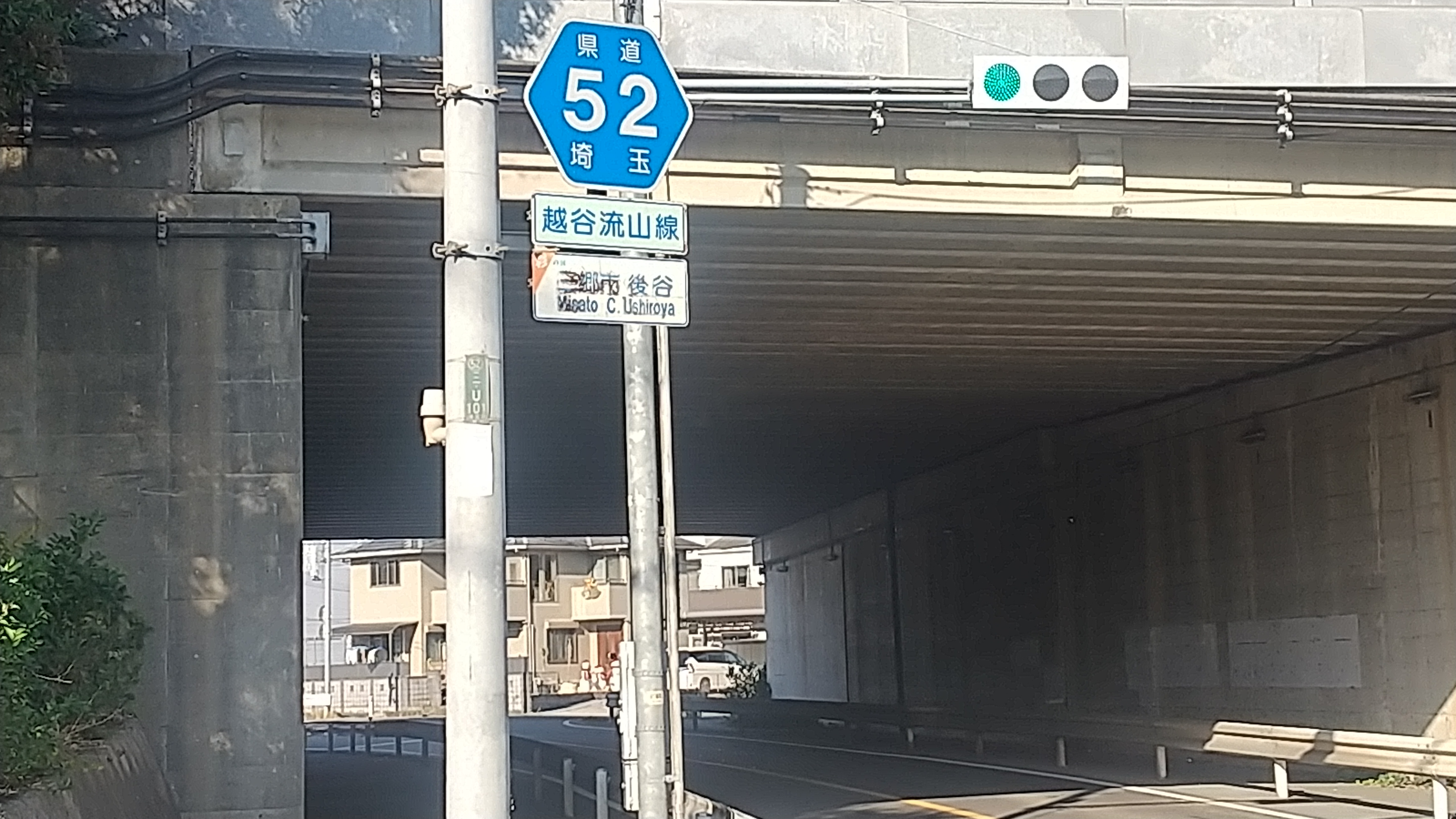
埼玉県三郷市後谷付近
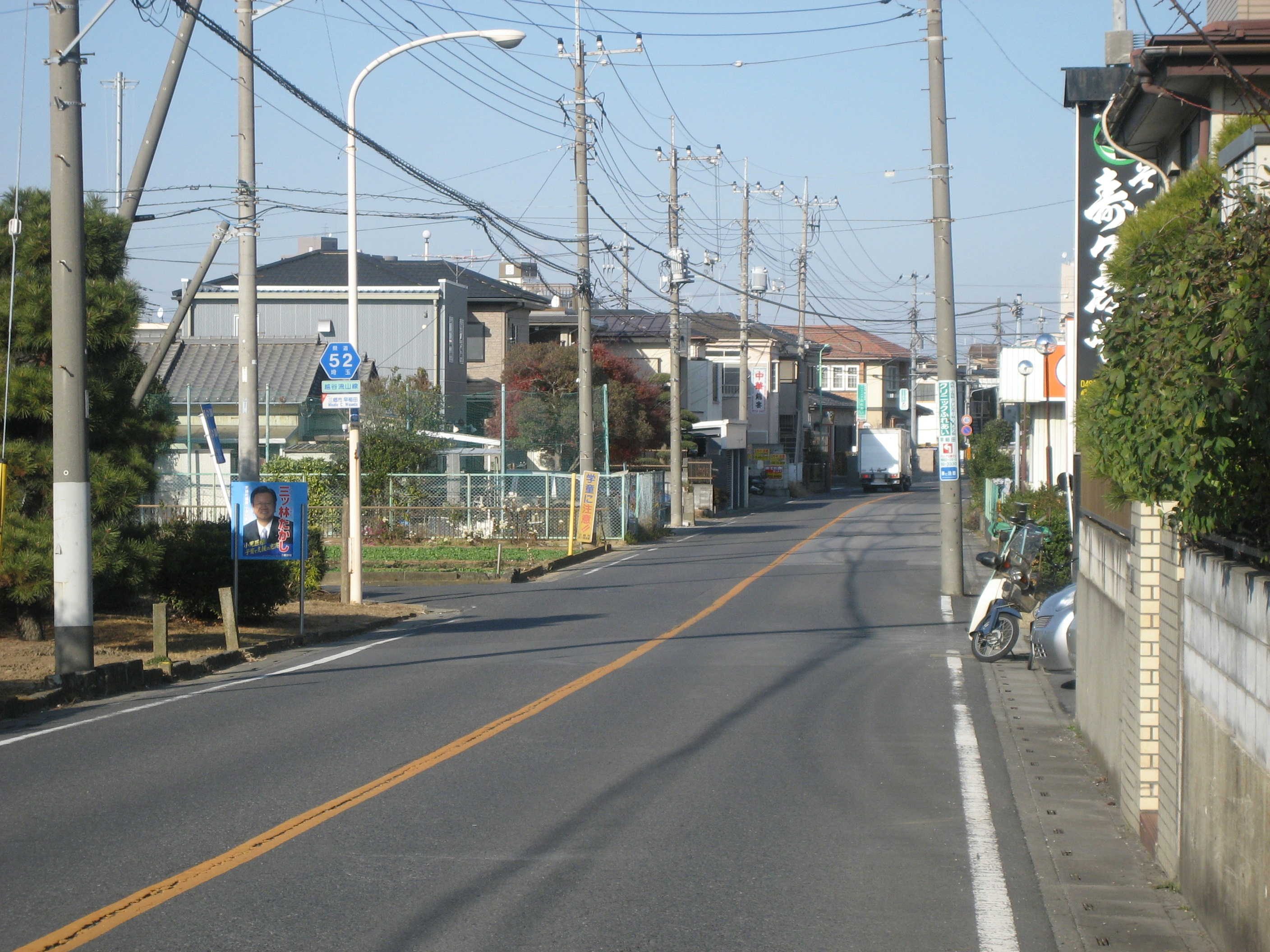
埼玉県三郷市早稲田付近
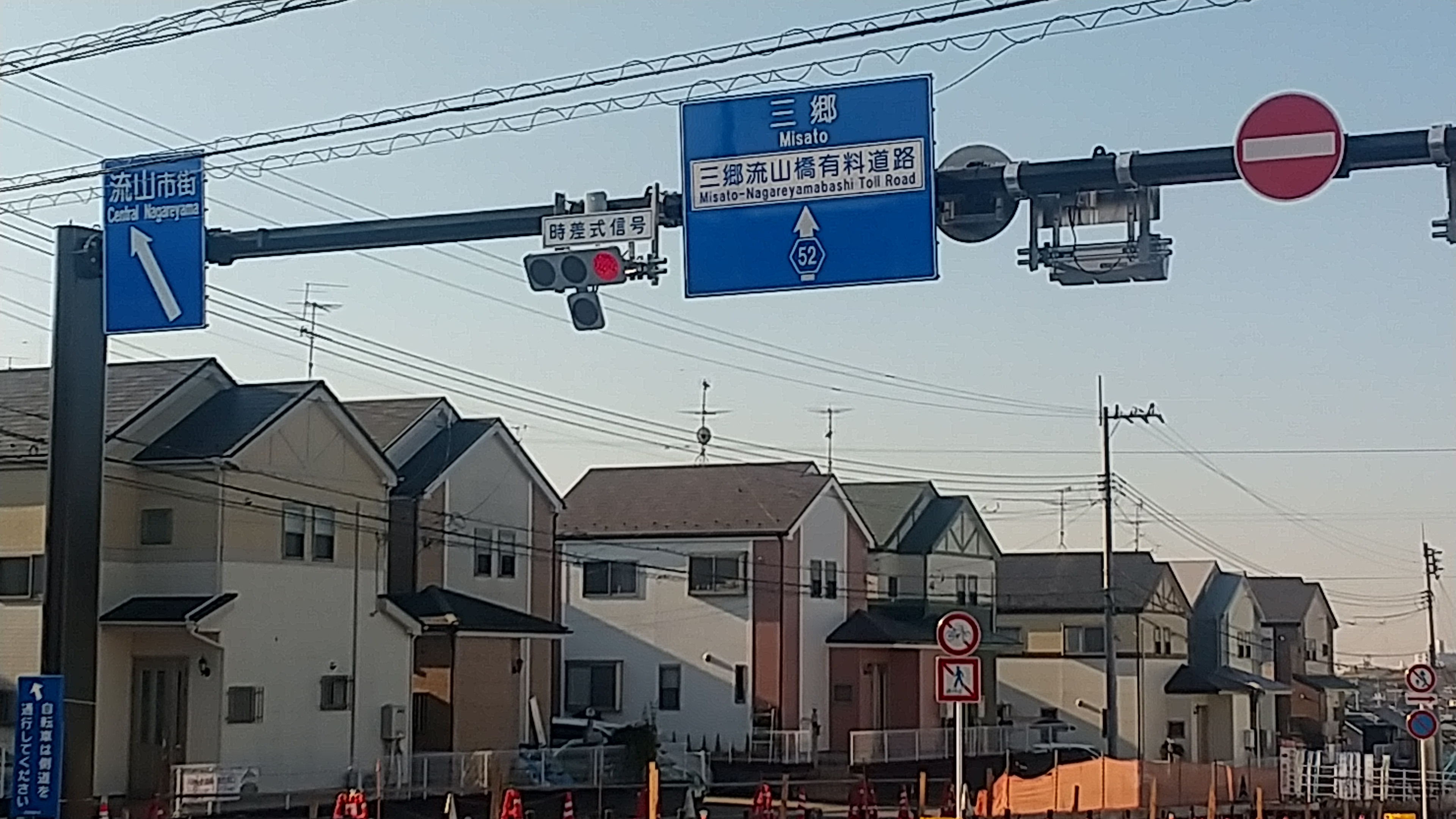
千葉県流山市三輪野山付近
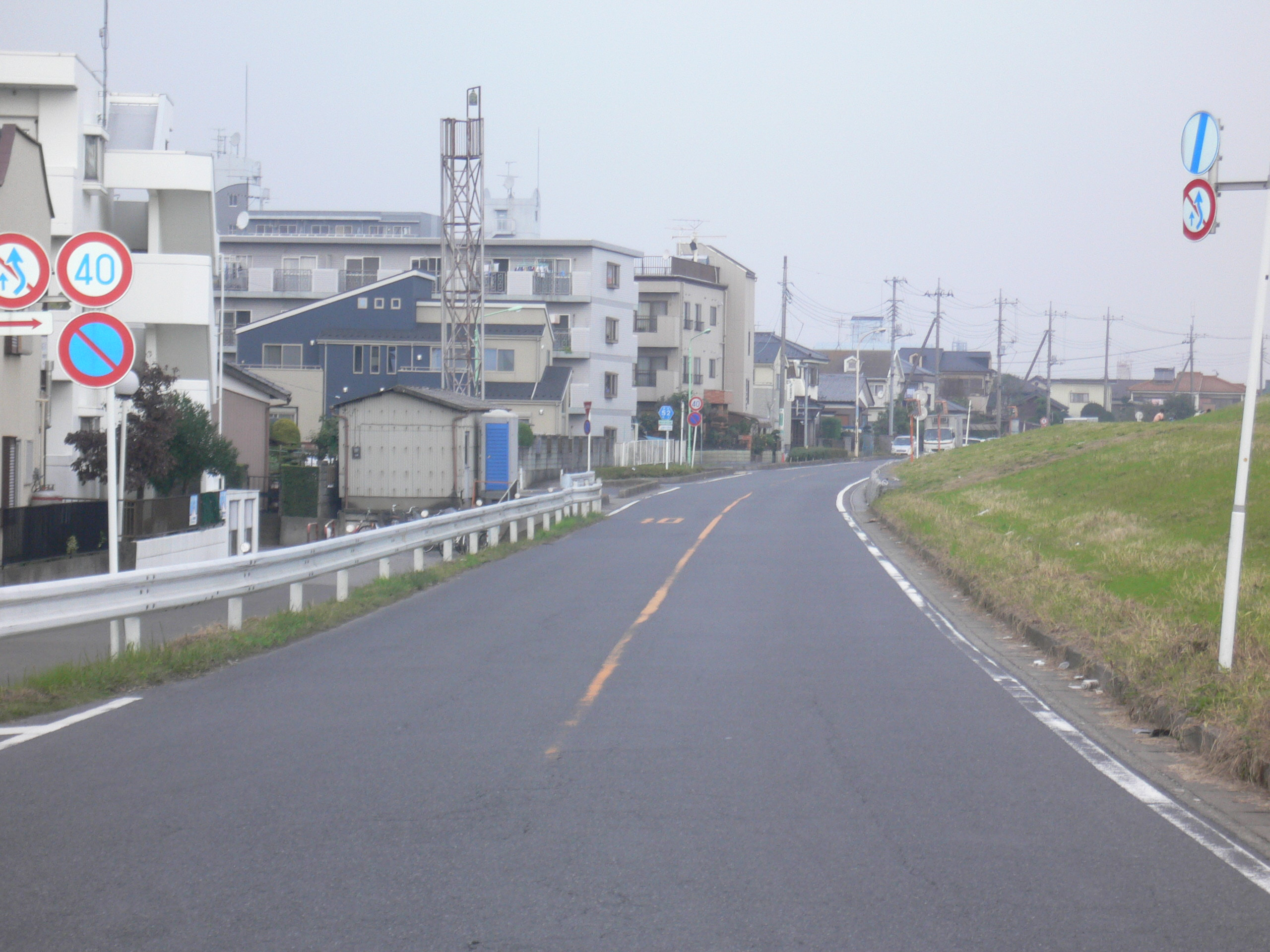
流山橋から江戸川西堤